# Мирный (Тимашёвский район)
Ми́рный — хутор в Тимашёвском районе Краснодарского края России.
Входит в состав Дербентского сельского поселения.

## Население
| 2002 | 2010 |
| ---- | ---- |
| 577  | ↘539 |

## Уличная сеть
- ул. Космонавтов,
- ул. Кубанская,
- ул. Ленина,
- ул. Спокойная[5].